# Sidney (desenho animado)
Sidney é uma série de desenho animado brasileira criada pelo cartunista César Cavelagna para a TV Rá-Tim-Bum em 6 de novembro de 2010. A segunda temporada da animação estreou em 6 de abril de 2013. É exibido também no Zoomoo.

## Sinopse
Sidney, um ratinho curioso, e Juca Barato, uma barata gulosa, são uma dupla aventureira que viaja pelo tempo e pela história. Sempre em meio a confusões, essa dupla vai acabar interferindo na história e muitas vezes, se tornado os responsáveis por acontecimentos que vão marcar a história da própria humanidade. Durante suas explorações, os dois amigos atrapalhados descobrem alguns dos principais mistérios da Terra, passando por lendas como a da espada mágica do Rei Arthur, a do labirinto do Rei Minos e até algumas que envolvem a construção da Grande Muralha da China.

## Personagens
- Sidney - um rato que mora num buraco em uma escola. Como todo rato, Sidney adora queijo, e seu passatempo favorito é viajar por um telescópio mágico até épocas do passado e desvendar vários mistérios da Terra, junto com...
- Juca Barato - uma barata macho, de estilo mexicano e um bigode que mexe quando fala.

## Episódios

### 1ª Temporada
1. O Telescópio Mágico
2. O Elo Perdido
3. O Pai da Aviação
4. Terra a Vista!
5. A Conquista da Lua
6. Alô, quem fala?
7. A Terceira Maravilha do Mundo
8. Viagem ao Antigo Egito
9. O Enigma de um Sorriso
10. Chegou a TV no Brasil!
11. Uma Verdadeira Maratona!
12. Balangandãs
13. A Taça do Mundo é Nossa!

### 2ª Temporada
1. O Navio Fantasma
2. A Ilha de Páscoa
3. A Profecia Maia
4. O Enigma da Esfinge
5. O Último Dragão
6. O Cavalo de Troia
7. Arthur e a Espada Mágica
8. Teseu e o Minotauro
9. Toque de Ouro
10. O Martelo Perdido
11. O Triângulo das Bermudas
12. A Cidade Perdida
13. A Pirâmide do Egito